# Haupiri
Haupiri est une localité de la région de la West Coast, située dans l ’ Île du Sud de la Nouvelle-Zélande.

## Situation
La ville de Greymouth siège à l’ouest.
La rivière Ahaura et la rivière Haupiri coulent dans ce secteur  ,.

## Population
La population du district statistique d’Haupiri, qui couvre une zone beaucoup plus grande que la localité elle-même, était de 531 habitants lors du recensement recensement de 2013 en Nouvelle-Zélande, en augmentation de 150 personnes par rapport à celui de 2006.

## Communauté chrétienne Gloriavale
La Communauté des chrétiens de Gloriavale (en)
La communauté chrétienne ‘Gloriavale’est une communauté privée située à 3 km au sud du lac ‘Haupiri’. 
Elle s’y est installée en 1990, quand ses membres se sont relocalisés là, à partir de la Communauté Chrétienne de ‘Springbank’ située dans le Nord Canterbury près de Christchurch. 
La communauté comporte plus de 500 membres , qui font fonctionner un certain nombre de sociétés commerciales sur l’ensemble des importants terrains situés tout autour de leur base.
L’organisation ‘Gloriavale’ a attiré des controverses malgré la notoriété de son leader, 'Neville Cooper', maintenant connu comme “ Hopeful Christian”, qui est accusé d’agressions sexuelles sur les membres de sa communauté , et sa catégorisation par certains dans le cadre de l’ensemble plus large des communautés chrétiennes comme un culte religieux en soit  .